# Marian Croak
Marian Rogers Croak (1955) es una informática y ejecutiva estadounidense, vicepresidenta de Ingeniería en Google. Anteriormente ejerció como vicepresidenta senior de Investigación y Desarrollo en ATT Labs. Tiene acreditado el mérito de haber desarrollado el protocolo de voz sobre internet, Voice over IP, y creado la mayor parte de los métodos y funciones que mejoraron su fiabilidad y marcaron el comienzo de su adopción casi universal.

## Formación
Croak creció en la ciudad de Nueva York. Asistió a la Universidad de Princeton y completó sus estudios de doctorado en la Universidad del Sur de California, en 1982, especializándose en psicología social y análisis cuantitativo.

## Trayectoria
En 1982 se unió a AT&T en Bell Labs. Abogó por el cambio de la tecnología telefónica por cable al protocolo de Internet. Es titular de más de doscientas patentes, entre ellas más de un centenar relacionadas con Voice over IP. Fue pionera en el uso del servicio de redes telefónicas para facilitar al público las llamadas de donación frente a una crisis. Cuando AT&T se asoció con American Idol para usar un sistema de votación por mensaje de texto, un 22% de los espectadores aprendieron a enviar estos mensajes para participar en el programa. En 2005, Croak presentó una patente, basada en texto, para donaciones a organizaciones benéficas. Esta técnica revolucionó la forma de donar dinero a las organizaciones. Por ejemplo, tras el terremoto de Haití en 2010, se comprometieron al menos 22 millones de dólares de esta manera. Croak dirigió la Arquitectura del Dominio 2.0 y regentó a más de 2.000 ingenieros.
En 2012, Croak escribió una carta a las jóvenes tecnólogas que fue publicada en el Huffington Post. En 2013, fue incluida en el Women in Technology Hall of Fame y nombrada vicepresidenta de ATIS, una organización de desarrollo tecnológico. Fue galardonada con el premio “Outstanding Technical Contribution – Industry" en la 28.ª conferencia anual de los Black Engineer of the Year Awards (BEYA), Science Technology, Engineering and Mathematics (STEM) en Washington D. C. en 2014. En el mismo año, FierceWireless la incluyó en la lista de Mujeres más influyentes en tecnología inalámbrica. También fue galardonada en Culture Shifting: A Weekend of Innovation, en 2014.
En 2014, dejó AT&T para unirse a Google, donde es Vicepresidenta de Ingeniería. Dirigió la expansión del servicio de Google en los mercados emergentes, incluida la gestión del equipo que desarrolló la tecnología inicial de comunicaciones del Proyecto Loon, caracterizada por utilizar globos para ampliar la cobertura. También dirigió el despliegue de wifi en todo el sistema ferroviario de la India, lidiando con el clima extremo y la alta densidad de población. Desde 2017, ha asumido la responsabilidad de la fiabilidad de la ingeniería para muchos servicios de Google. Es miembro de la junta directiva del Center for Holocausts, Human Rights & Genocide Education y forma parte del Consejo Asesor Corporativo de la Universidad del Sur de California. Es madre de tres hijos adultos, dos varones y una hija.